# 1948年摩洛哥反猶暴動
1948年6月7日至8日，法屬摩洛哥东北部的乌季达和傑拉達发生了反犹太人暴动。在這場暴動中，有43名犹太人和1名法国人被当地穆斯林杀害，约150人受伤。

## 背景
暴動始於一名犹太理发师试图携带炸药进入阿尔及利亚。當時大批来自摩洛哥各個地区的犹太复国主义青年秘密越过边界，试图通过阿尔及利亚前往巴勒斯坦。乌季达的穆斯林居民對犹太人離開乌季达移民至巴勒斯坦非常不滿，當地穆斯林认为所有前往巴勒斯坦的犹太人都是以色列的軍事人員。此外摩洛哥國王穆罕默德五世就第一次中東戰爭发表的反犹太复国主义言論也是引发暴動的重要因素。

## 暴动
乌季达首先發生暴動，由于乌季达靠近阿尔及利亚边境（阿尔及利亚当时是法國本土的一部分)，乌季达当时是犹太复国主义者离开摩洛哥前往巴勒斯坦的重要中转站，在军队抵達該地之前的3个小时内，有5名犹太人被杀，30人受伤。邻近的傑拉達發生更為嚴重的暴動，造成39人死亡。

## 後果
暴動的發生反而促使更多摩洛哥猶太人移民至以色列。1949年有18 000名摩洛哥犹太人前往以色列，1948年至1956年期间，摩洛哥境內的250 000名犹太人中有110 000人离开摩洛哥。